# Budapest Honvéd Football Club 2014-2015
Questa voce raccoglie le informazioni riguardanti la Budapest Honvéd nelle competizioni ufficiali della stagione 2014-2015.

## Stagione
La stagione 2014-15 parte con al timone della squadra l'italiano Pietro Vierchowod che torna ad così ad allenare una squadra a distanza di 9 anni dall'ultima volta, la stagione inizia male a causa di 3 sconfitte nelle prime 4 giornate vedendo col passare delle giornate l'impossibilità di posizioni al vertice scendendo sempre più in classifica porta la dirigenza il 6 ottobre 2014 dopo 6 sconfitte, un pareggio e 3 vittorie ad esonerare Vierchowod dopo solo 10 giornate, affidando la panchina ad interim all'olandese Jasper de Mujinck già ds del club guidando la squadra ad un pari contro il Paks e ad un'una sconfitta contro il Kecskemét prima di lasciare l'incarico a József Csábi ma dopo 2 pareggi, 4 sconfitte e nessuna vittoria con ormai la squadra all'ultimo posto si dimette dall'incarico facendo così ritornare a distanza di 11 mesi Marco Rossi che guida la squadra ad una semifinale di Coppa di Lega e alla salvezza concludendo il campionato al tredicesimo posto.

### Rosa
| N. |                           | Ruolo | Calciatore            |
| -- | ------------------------- | ----- | --------------------- |
| 3  | Albania (bandiera)        | D     | Kristi Marku          |
| 5  | Serbia (bandiera)         | D     | Aleksandar Ignjatović |
| 6  | Spagna (bandiera)         | C     | Cristian Portilla     |
| 8  | Nigeria (bandiera)        | C     | George Ikenne         |
| 9  | Ungheria (bandiera)       | A     | Gergely Bobál         |
| 15 | Costa d'Avorio (bandiera) | A     | Kandia Traoré         |
| 17 | Ungheria (bandiera)       | A     | Dániel Prosser        |
| 18 | Ungheria (bandiera)       | P     | András Horváth        |
| 20 | Panama (bandiera)         | C     | Aníbal Godoy          |
| 21 | Ungheria (bandiera)       | D     | János Fejes           |
| 7  | Ungheria (bandiera)       | A     | Richárd Vernes        |
| 22 | Ungheria (bandiera)       | C     | Valér Kapacina        |
| 26 | Ungheria (bandiera)       | C     | Patrik Hidi           |
| 28 | Ungheria (bandiera)       | D     | Endre Botka           |

| N. |                      | Ruolo | Calciatore             |
| -- | -------------------- | ----- | ---------------------- |
| 30 | Ungheria (bandiera)  | C     | Bálint Vécsei          |
| 36 | Ungheria (bandiera)  | D     | Botond Baráth          |
| 38 | Ungheria (bandiera)  | C     | Sebestyén Ihrig-Farkas |
| 41 | Argentina (bandiera) | A     | Lucas Ontivero         |
| 57 | Serbia (bandiera)    | C     | Filip Holender         |
| 71 | Ungheria (bandiera)  | P     | Szabolcs Kemenes       |
| 77 | Ungheria (bandiera)  | C     | Gergő Nagy             |
| 16 | Ungheria (bandiera)  | A     | Krisztián Nagy         |
| 26 | Ungheria (bandiera)  | C     | Patrik Hidi            |
|    | Croazia (bandiera)   | D     | Josip Elez             |
|    | Messico (bandiera)   | A     | David Izazola          |
| 92 | Panama (bandiera)    | D     | Azmahar Ariano         |
| 99 | Guinea (bandiera)    | A     | Souleymane Youla       |